# Isaac Arthur
Pour les articles homonymes, voir Arthur.
Isaac Albert Arthur (né le 20 septembre 1980) est un vulgarisateur scientifique, vidéaste web et futurologue américain. Il est surtout connu pour sa chaîne YouTube Science & Futurism With Isaac Arthur (SFIA), où il aborde une grande variété de sujets tels la futurologie, la colonisation de l'espace, la chronologie du futur lointain, l'intelligence artificielle et le transhumanisme.

## Biographie
Arthur naît de parents physiciens. Il est élevé, avec sa sœur aînée, par sa mère et son grand-père, Alan Arthur. On lui enseigne à la maison à partir de l'âge de dix ans. Il abandonne l'école secondaire à douze ans, puis obtient son GED à 16 ans. En 2001, il obtient un diplôme en physique de l'Université d'État de Kent et fait des études graduées en biophysique.
En 2003, Arthur s'engage dans l'United States Army et est assigné à Fort Sill, Oklahoma, puis à Giessen (Allemagne). Il quitte l'armée en 2010 et retourne à Ashtabula (Ohio). Il s'implique en politique et siège sur le conseil électoral du comté d'Ashtabula,,,.

### Science & Futurism with Isaac Arthur
En 2012, Arthur lance sa chaîne YouTube Science & Futurism with Isaac Arthur. En septembre 2014, il lance sa première vidéo, qui traite des mégastructures.
En 2024, la chaîne compte 701 vidéos et environ 786 000 abonnés. À la suite de la popularité de ses vidéos, Arthur se met à collaborer avec d'autres vulgarisateurs scientifiques tels Paul Sutter (en) et Fraser Cain,. Il est également analyste et consultant pour des romans et jeux de science-fiction.
La chaîne publie les nouveaux épisodes le jeudi. Ceux-ci ont une durée d'environ 30 minutes et sont organisés en séries :
- Advanced Civilizations
- Alien Civilizations
- Post Scarcity Civilizations
- Civilizations at the End of Time
- Cyborgs, Androids, Transhumanism & AI
- Fermi Paradox
- Interstellar Warfare
- Megastructures
- Upward Bound
- Outward Bound

## Prix et distinctions
En 2020, Arthur reçoit le National Space Society's Space Pioneer Award for Education via Mass Media pour sa chaîne YouTube.